# Aterom
Ateromul reprezintă o leziune histologică întâlnită în evoluția aterosclerozei, constituită dintr-un depozit lipidic extracelular situat în intima arterială, care proemină sub forma unei plăci subendoteliale.

## Legături externe
- „aterom” la DEX online